# Andrena hesperia
Andrena hesperia är en biart som beskrevs av Smith 1853. Andrena hesperia ingår i släktet sandbin, och familjen grävbin. Inga underarter finns listade i Catalogue of Life.